# Manuel Ågren
Manuel Ågren, född 4 mars 1994 i Oskarshamn, är en svensk professionell ishockeyspelare som spelar för Växjö Lakers i SHL. Manuel Ågren är uppvuxen i Kristdala strax utanför Oskarshamn, där han spelade både fotboll och innebandy i IF Ariel samtidigt som han spelade hockey i IK Oskarshamn.
År 2011, 17 år gammal, lämnade han IK Oskarshamn för spel i Färjestads juniorlag. Efter två starka säsonger i FBK flyttade Ågren vidare till Modo Hockey 2013 för att få spela i favoritlaget (på grund av Peter Forsberg). Efter en säsong i Örnsköldsvik flyttade Ågren hem till Småland och moderklubben IK Oskarshamn 2014. Han har blivit en av IKO:s viktigaste spelare och en av de bästa offensiva spelarna i Hockeyallsvenskan. Den 8 december 2017 avslöjade Sportbladet att Manuel Ågren inför säsongen 2018/2019 skrivit på för Djurgården i SHL.